# 浅井政之
浅井 政之（あざい まさゆき）は、戦国時代の武将。浅井氏の家臣。

## 略歴
浅井久政の三男として誕生。
元亀元年（1570年）の姉川の戦いにて戦死。

## 系譜
- 『寛政重修諸家譜[1]』には記載がない。
- 『柳営婦女伝[2]』には記載がない。
- 『諸家系図纂（続群書類従）[3]』には記載がない。
- 「浅井石見守」を名乗ったことが確認できる人物として、浅井亮親がいる[4]。